# Forêts sèches de Nouvelle-Calédonie
Localisation
Les forêts sèches de Nouvelle-Calédonie ou forêts sclérophylles de Nouvelle-Calédonie forment une écorégion terrestre appartenant au biome des forêts de feuillus sèches tropicales et subtropicales de l'écozone australasienne et considérée comme prioritaire en matière de conservation (liste « Global 200 »). On la trouve sur la côte Ouest de la Grande Terre, sous forme de lambeaux répartis du Mont-Dore à Poum, là où les précipitations sont les plus faibles. Il y a 4000 ans, la forêt sèche occupait presque toute la côte Ouest de la Grande Terre ; aujourd'hui, la elle n'occupe plus que 175 km², l'équivalent d'environ 2% de sa superficie d'origine estimée. Ce qu'il reste des forêts sèches de Nouvelle-Calédonie se trouve principalement sur des terrains appartenant à des propriétaires privés.

## Facteurs nécessaires au développement de la forêt sclérophylle

### Climat
Le climat doit être suffisamment sec, avec :
- des précipitations inférieures à 1 m/an ;
- des vents chauds et secs ;
- une altitude comprise entre 0 et 400 mètres.

Il est marqué par une alternance d'une saison humide et d'une saison sèche.

### Sol
La forêt sclérophylle pousse sur divers terrains, mais ne se retrouve pas sur les sols miniers. Cette caractéristique est due au fait que la croissance de cette forêt est liée à la présence de bactéries particulières absentes des terrains miniers[réf. souhaitée].

### Altitude
La forêt sèche calédonienne longe les littoraux de 0 jusqu’à 300 à 400 mètres d’altitude, en fonction de la pluviométrie.

## Endémisme
La forêt sclérophylle néo-calédonienne se différencie des autres par un fort taux d'endémisme. On compte 366 espèces de plantes dans la forêt sclérophylle calédonienne, dont 219 sont endémiques (soient 60%).
Plus d'une vingtaine de ces espèces sont considérées comme très rares :
- Alangium sp
- Neisosperma sevenetii
- Schefflera polydactylis (endémique à Tiébaghi)
- Litsea racemiflora
- Oxera pulchella ssp. pulchella
- Cyphophoenix nucele (endémique à Lifou)
- Araucaria rulei
- Phyllanthus pindaiensis
- Phyllanthus unifoliatus
- Neisosperma thiollierei
- Eugenia daenikeri
- Pittosporum muricatum
- Zygogynum tieghemii ssp. synchronanthum (plante extrêmement menacée)
- Solanum hugonis
- Solanum pancheri
- Solanum vaccinioides
- Ochrosia mulsantii
- Pittosporum tanianum (Cette espèce ne comptait plus que deux individus fructifères en 2015. Depuis elle a été multipliée par boutures avec succès dans plusieurs pépinières à des fin de préservation.)

Les espèces endémiques à la Nouvelle-Calédonie proviennent d’Australie et ont évolué vers une spécificité accrue (phénomène de spéciation).

## Causes de la disparition de la forêt sclérophylle
Aujourd'hui, la forêt sclérophylle est le milieu le plus fortement menacé de disparition en Nouvelle-Calédonie mais aussi sur la planète.

### Feux
Les feux de brousse, dont la fréquence a augmenté avec l'arrivée d'êtres humains sur l'île, représentent la cause la plus ancienne. Comme l'écrit Hélène Specq en 1995 : « De nombreux feux mal maîtrisés ont vraisemblablement gagné les plaines et collines couvertes de forêt sclérophylle, dégradant peu à peu cette dernière en une savane plus ou moins arborée : ce paysage prédomine à l'arrivée des Européens. »
Ces feux ont été déclenchés avec des motivations et des techniques multiples : agricoles, guerrières, cynégétiques... comme le montre la thèse de Marie Toussaint, « L’épreuve du feu. Politiques de la nature, savoirs, feux de brousse et décolonisation en Nouvelle-Calédonie ».

### Défrichement
Le défrichement pour l'urbanisation et les activités agricoles représente également un danger pour l'écosystème,.

### Espèces exotiques envahissantes
Ces espèces ont été introduites par l'homme pour l'horticulture, l'économie ou simplement à des fin domestiques, et ont complètement déséquilibré des écosystèmes locaux.  Parmi les espèces animales, le cerf rusa est devenu l'une des principales menace pour la régénération des forêts. Il fait partie les espèces envahissantes prioritaires en Nouvelle-Calédonie avec le cochon féral (Sus scrofa), le lapin européen (Oryctolagus cuniculus), le chat haret (felis catus), le bulbul à ventre rouge (Pycnonotus cafer), la fourmi électrique (Wasmannia auropunctata), la chèvre férale (Capra hircus), le chien féral (Canis familiaris) ou encore différentes espèces de rats. Il existes également de nombreuses espèces végétales envahissantes telles que le miconia (Miconia calvescens), la sensitive géante (Mimosa invisa), la paille de dixe (Imperata cylindrica), l’herbe tue-moutons (Heteropogon contortus), le lantana (Lantana camara), le goyavier (Psidium goyava), ou encore le faux poivrier (Schinus terebinthifolius).
La destruction, la diminution de la résilience des reliques forestières et la perturbation de la régénération ainsi que de l’expansion naturelle des forêts favorisent peu à peu, le développement de savanes herbacées, de formations végétales dégradées moins riches en biodiversité et la dégradation des sols sous l'effet de l'érosion.

## Rôles écologiques et économiques de la forêt sèche
Les forêts sclérophylles fournissent aux hommes comme aux autres espèces de nombreux services écosystémique :
- La réduction du phénomène naturel d'érosion des sols en stabilisant grâce aux racines les sols sur les fortes pentes soumises à l'érosion.
- La préservation de la ressource en eau car la forêt, en faisant de l'ombre, agit sur la régulation de la température à la surface du sol et donc l'évaporation de l'eau.
- La lutte contre l'érosion des berges lors des crues en maintenant les berges et en réduisant également le courant des crues.
- La forêt abrite de nombreuses espèces animales et végétales. Elle participe donc à la sauvegarde de la biodiversité et des corridors biologique pour les espèces végétales, animales et les flux associés.
- La transformation du CO² de l'atmosphère pour la production de dioxygène par le mécanisme de photosynthèse.
- La production de plantes horticoles au potentiel esthétique et ornemental particulièrement intéressant[15]. Il s'agit notamment de plantes et d'arbres à fleurs qui peuvent facilement embellir des aménagements paysagers tout en nécessitant très peu d'entretien et d'eau.
- La production de substances médicinales notamment issues de la pharmacopée kanak.
- La fourniture de bois de construction ou de chauffe, bois de chauffe.
- L'alimentation puisqu'elle abrite des espèces qui sont consommées telles que la roussette, le bulime, le notou, etc.
- La production de services économiques : écotourisme, loisir, chasse, etc.

## Conservation et restauration écologique des forêts sèches néo-calédoniennes
Alarmés  par  la  perte  et  l’état  de  fragmentation  de  la  forêt  sèche,  neuf  partenaires  publics  et  privés  (l’État français, le Gouvernement de la Nouvelle-Calédonie, la Province-Nord, la Province Sud, l'IAC, l'IRD, l'UNC, WWF-France et le CIE) se  sont  mobilisés  en 2001 pour mettre en place le Programme de Conservation des Forêts sèches, première mondiale en son genre pour la préservation de cet écosystème menacé d'extinction critique à l'échelle du globe entier. Il s'agissait alors de stopper la perte de cet écosystème calédonien inestimable et irremplaçable ainsi qu'en s'engageant activement pour sa conservation et sa restauration actives.
Initialement hébergé au sein de l'Institut agronomique Calédonie (IAC), le programme intègre en 2012 le Pôle Forêt Sèche du « Conservatoire d’espaces naturels de Nouvelle-Calédonie » (CEN). Ses missions s'articulent autour de quatre objectifs principaux :
- Augmenter les surfaces de forêts sèches protégées et gérées.
- Favoriser et motiver les opérations de plantations de forêt sèche dans les espaces protégés afin de permettre la reconquête et la connexion avec les reliques de forêts sèches proches.
- Informer et sensibiliser les scolaires et le grand public, et les impliquer dans la conservation des forêts sèches,
- Coordonner la gestion des sites prioritaires de forêt sèche[17].

### Capitalisation des connaissances sur la forêt sèche néo-calédonienne
Le programme a permis de capitaliser sur la connaissance de ces forêts et de sa flore unique. La faune et la flore des forêts sèches calédoniennes font l’objet de nombreuses études et inventaires scientifiques. Une liste de 68 espèces de la forêt sèche a été soumise à la Liste rouge mondiale des espèces menacées de l’UICN, et 48 ont vu leur statut révisé. Aucune espèce ne s’est éteinte et certaines telles que le Pittosporum tanianum ont été sauvés de l’extinction.

### Éducation et sensibilisation massive à la cause des forêts sèches
La  sensibilisation est un élément central du  programme. De nombreuses activités de communication et de sensibilisation à l'importance des forêts sèches ont été organisées au sein des établissements scolaires et du grand public. Cela a permis d'informer et de mobiliser les Calédoniens mais aussi d'autres pays et îles à l'image du programme "Life+ Forêt sèche" mené sur l'île de la Réunion.
Le Centre d'initiation à l'environnement de Nouvelle-Calédonie (CIE.NC) œuvre pour la démocratisation de la forêt sèche en sensibilisant le public calédonien, et notamment des scolaires, par le biais d'outils ludiques et pédagogiques adaptés.

### Lutte contre les espèces envahissantes et mises en défens
Dès le départ les actions prioritaires ont inclus la protection des forêts sèches contre ses différentes menaces et notamment les espèces exotiques envahissantes, par des actions d'éradication et de régulation ainsi que la pose de clôtures de mise en défend permettant la régénération naturelle et les plantations. La superficie de forêt sèche clôturée a augmenté de 55,9 ha (0,3 %) en 2000 à 692 ha (4 %) en 2017 avec un nombre de sites protégés passant de 3 à 12 entre 2001 et 2017. En plus, la surface d’aires protégées légalement établies recouvre 127,3 ha (y compris une zone tampon).

### Opérations de reboisement
Le programme a donné lieu à de nombreuses opérations de restauration des reliques de forêt sèche. Ce sont ainsi pas moins de 178 384 jeunes plants de forêt sèche ont été mis en terre entre 2001 et 2018.
Plusieurs pépinières spécialisées dans la production de plants de forêts sèches ont vu le jour en Nouvelle-Calédonie permettant notamment de démocratiser les espèces ornementales de forêts sèches dans les jardins et espaces publics calédonien.
De nombreuses associations calédoniennes œuvrent pour la protection des forêts sèches notamment, le WWF NC, Mocamana l'Esprit Nature ou encore la très dynamique association CALEDOCLEAN. Ces associations, soutenues par le programme forêt sèche, organisent régulièrement des opérations de reboisement participatives auprès du public calédonien.

## Réglementation
Les forêts sèches de Nouvelle-Calédonie ainsi que ses espèces sont protégées par le code de l'environnement de la Province-Sud et le code de l'environnement de la Province-Nord.
En Province-Sud, les forêts sèches est un "écosystème d'intérêt patrimonial" protégé .  Les 46 espèces végétales endémiques des forêts sèches calédoniennes sont protégées par le code de l'environnement de la Province-Sud  ainsi que 20 autres espèces qu'on retrouve également dans d'autres forêts. Certains sites de forêts sèches ont été classés en aires protégées par la Province-Sud : le parc zoologique et forestier Michel Corbasson, le parc du Ouen Toro Albert Etuvé et Lucien Audet, la réserve naturelle de l'île Lepredour.
En Province-Nord la protection des écosystèmes a été prévue dans le code de l'environnement mais doit encore être modifiée depuis 2008. Comme en Province-Sud certaines espèces de forêt sèche sont protégées au titre du code de l'environnement. 36 espèces végétales endémiques des forêts sclérophylles sont protégées en Province-Nord ainsi que 53 autres espèces également présentes dans d'autres types de forêts.
Plusieurs espèces animales (oiseaux, reptiles) qui se retrouvent dans les forêts sèches sont protégées par les codes de l'environnement des deux provinces. Certaines de ces espèces protégées sont endémiques des forêts sèches: Nannoscincus hanchisteus (scinque nain de Pindai), Placostylus porphyrostomus (bulime).
Certaines communes de Nouvelle-Calédonie (Nouméa, Poya, Pouembout, Koumac) ont également intégré les forêts sèches dans un zonage particulier de leurs plans d'urbanisme directeurs (PUD) permettant ainsi la préservation de cet écosystème patrimonial.

## Flore
La forêt sèche est l’un des écosystèmes les plus riches de la planète mais aussi l’un des plus fragiles. Elle regorge d’espèces variées : cette diversité se traduit par la présence de 466 espèces recensées dont 60% sont endémiques au territoire. Les inventaires botaniques ont relevé un certain nombre d’espèces rares et menacées.

### Mécanismes de survie et adaptation au milieu
Afin de survivre dans leur milieu hostile et aride, les plantes des forêts sèches ont développé d'ingénieuses adaptations leur permettant d'économiser l'eau captée par les racines et de limiter les pertes d'eau par transpiration au niveau des feuilles:
- Elles possèdent des feuilles dures qui ont valu le nom de forêt sclérophylle (scléros pour dure et phylle pour feuille).
- La plupart de leurs feuilles sont vernissées : une cire épaisse recouvrant les feuilles les rendant dures et brillantes permettant de limiter la transpiration et de renvoyer les rayons du soleil.
- Elles ont généralement de petites feuilles afin de limiter la surface d'exposition au soleil et la transpiration.
- Les plantes de forêt sèchent ont peu de feuilles et perdent même l'ensemble de leurs feuilles pendant la sécheresse.
- La forme des feuilles est souvent inclinée ou enroulée afin de limiter la surface de la feuille directement exposée au soleil[1].

### Familles botaniques
Dans cet écosystème les palmiers et de conifères (résineux) sont absents. Les mousses, fougères et orchidées y sont rarement observées. Les arbres ne dépassent pas 12 à 15 mètres de haut et leur tronc ne mesure pas plus de 40 cm de diamètre. La plupart des plantes ont également des racines profondes pour aller puiser l'eau car celle-ci est rare dans les couches superficielles du sol.
Les différentes familles peuvent se répertorier de la façon suivante (par ordre d'importance) :
- les Euphorbiacées (plus de 25 espèces)
  - Codiaeum peltatum
  - Trigonostemon cherrieri
  - Bocquillonia sessiliflora
- les Myrtacées (plus de 25 espèces)
  - Eugenia bullata
- les Rubiacées (22 espèces)
  - Gardenia urvillei
  - Ixora margaretae
- les Apocynacées (19 espèces)
  - Carissa ovata
  - Ochrosia inventorum
- les Rutacées (14 espèces)
- les Sapindacées (13 espèces)
- les Moracées (11 espèces)
- les Ébénacées (9 espèces)
  - Diospyros minimifolia
- les Asclépiadacées (8 espèces)
- les Convolvulacées
  - Turbina inopinata
  - Polymeria pusilla
- les Combrétacées
  - Terminalia cherrieri
- les Graminées
  - Oryza neocaledonica
- les Araliacées
  - Schefflera veitchii
- les Verbénacées
  - Oxera pulchella
- les Pittosporacées
  - Pittosporum pancheri
- les Rhamnacées
  - Emmenosperma pancherianum
- les Flacourtiacées
  - Homalium deplanchei
- les Phyllanthacées
  - Breynia disticha
- les Légumineuses
  - Ormocarpum sennoides

### Plantes remarquables
Souvent considérée comme milieu inhospitalier et pauvre à première vue, la forêt sclérophylle recèle un certain nombre de plantes remarquables sur le plan ornemental. Les forêts sèches abritent notamment une grande diversité de lianes, d’arbres et d’arbustes, et de feuillages ornementaux.

#### Les lianes
- Oxera sulfera

Cette oxera se cultive facilement dans les jardins où elle pousse à mi-ombre et où elle fleurit dans les quatre ans à partir de la graine. Il est également possible de la maintenir en buisson. Ses fleurs mesurent 8 cm de long et sont groupées en belles grappes de couleur blanc-crème. Les fruits sont très odorants et les graines germent facilement .
- Turbina inopinata

Les fleurs sont rouge foncé et demeurent toujours fermées même après l'anthèse, sur des grappes spiciformes, axillaires des feuilles ou sur les parties dénudées des tiges. La floraison est étalée sur l'année et la fructification s’observe en juin. Les gousses sont larges à bords épaissis, brun foncé à maturité, l’ovoïde est grisâtre avec une cicatrice blanchâtre entourant un peu moins de la moitié de la graine. La couleur particulière de ses fleurs en fait une espèce avec un fort potentiel ornementale. Son bouturage donne de bons résultats.
- Canavalia favieri

Les fleurs sont rouge vif (fuchsia), à corolle largement étalée en entonnoir. La plante fleurit presque toute l'année et les fleurs ne durent qu'un jour ou deux. Les capsules à 4 loges contenant chacune une à deux graines brun foncé sont très velues. Par la beauté de ses fleurs (rappelant celles du Volubilis) et du fait que les graines germent facilement, elle fait de plus en plus l'objet d'une attraction horticole, ce qui contribue à sa sauvegarde.

#### Les arbres et arbustes
- Ixora margaretae

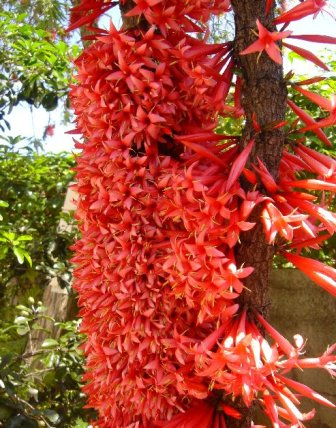
Ixora margaretae ou fontaine piment

Les fleurs sont des clochettes rouge carmin ou fuchsia. Elles poussent directement sur le tronc. Elles font 5 cm de long et 1,5 cm de large. Les étamines et le pistil sont jaune foncé et dépassent largement de la fleur. Avant son ouverture, la fleur ressemble à un piment. La floraison, abondante, a lieu de juillet à octobre. Les fruits font 8 mm de long. Ils sont mous et de couleur rouge foncé lorsqu'ils sont mûrs. 
Les graines germent facilement, mais l'arbre pousse lentement.
- Archidendropsis

L’inflorescence est rouge, cylindrique, de 10 à 18 cm de long.
La floraison s'étale de septembre à février. Cette plante permet de revégétaliser les sites miniers.
- Leptostylis filipes

Les fleurs sont roses groupées par 2 à 4 avec autant d'étamines que de pétales.
- Pittosporum coccineum

Les fleurs sont rouge vif ou orangées ou roses sur des inflorescences terminales compactes plus courtes que les feuilles. La floraison se fait de mai à août et la fructification débute à partir de juin. Les fruits sont en capsules globuleuses, lisses ou finement granuleuses, s'ouvrant en 2 valves, graines orange. Cette espèce peut fleurir abondamment au stade juvénile (avec des feuilles de petite taille).
- Gardenia urvillei

Les fleurs sont blanches, très abondantes, peu odorantes, de 3 cm de diamètre, avec des pétales soudés. Les étamines et le pistil sont peu voyants.
De novembre à février, il se couvre de jolies fleurs blanches, surtout après une période de sécheresse. Les fruits sont vert clair de 3 cm de diamètre. Sa croissance est lente,mais cet arbre est de grande qualité ornementale.

#### Les feuillages ornementaux
- Eugenia bullata

Les fleurs sont de couleur blanche et possèdent de nombreuses étamines très visibles, elles poussent le long du tronc de l'arbre. Elles n'ont pas d'odeur mais attirent beaucoup les abeilles. La floraison est abondante mais très courte et les fruits sont charnus, ronds, de 2 à 3 cm de diamètre, de couleur rouge à marron. Ils contiennent des graines très molles et sont comestibles. Cette plante est remarquable par la forme de ses feuilles. La germination est très facile.
- Acropogon jaffrei

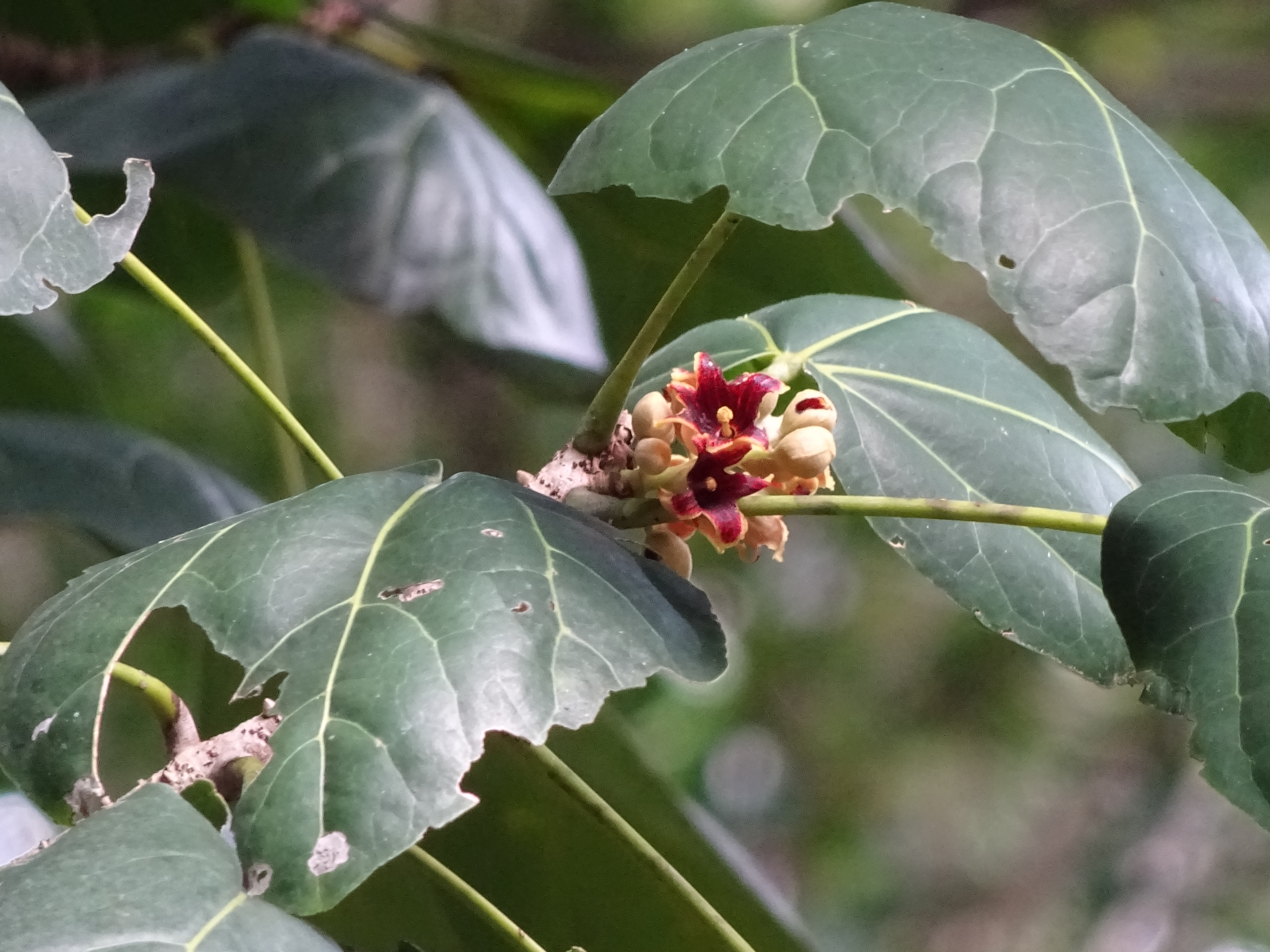
Acropogon bullatus de la forêt sèche du Domaine de Déva

Les fleurs sont charnues, gris jaunâtre extérieurement, rouge strié de jaune intérieurement sur des inflorescences pendantes en panicules pyramidales dans les feuilles ou nettement sur le tronc. Floraison et fructification plutôt de septembre à février.
- Acropogon bullatus

Les fleurs sont charnues, gris jaunâtre extérieurement, rouge strié de jaune intintérieurement sur des inflorescences pendantes en panicules pyramidales dans les feuilles ou nettement sur le tronc. Floraison et fructification plutôt de septembre à février.
- Dyospyros pustulata

Il existe des fleurs mâles et femelles. Les fleurs mâles sont observées en février et les fruits de juin à novembre. Les baies sont à peine velues, soutenues par un calice, un peu plus large que le fruit, atteignant la mi-hauteur de ce dernier, garni de 3 lobes, épais et appliqués sur le fruit.

## Faune
À l’origine, la forêt sèche était constituée de très peu d’espèces animales, exclusivement constituées d’oiseaux et d’insectes vivant dans les litières formées par ses plantes endémiques. En Nouvelle-Calédonie, elle abriterait une quarantaine d’oiseaux, la moitié des papillons diurnes et 20 % des papillons nocturnes de Nouvelle-Calédonie. En plus des oiseaux, on y trouve également arthropodes, mollusques, vers, lézards, mammifères.

### Oiseaux représentatifs
De 2001 à 2007, le Programme Forêt Sèche de Nouvelle-Calédonie a chargé l'Institut Agronomique Néo-Calédonien (IAC) de mener une étude sur l'avifaune des forêts sèches du territoire. Cette étude a recensé 41 espèces d'oiseaux inféodés à ces milieux terrestres. Aucune de ces 41 espèces n'est exclusive aux forêts sèches. En revanche 9 des espèces occupant ce milieu sont endémiques à la Nouvelle-Calédonie.

#### Zosteropidae
- Zostérops à dos vert ou lunette à dos vert (Zosterops xanthochroa).

Espèce endémique du genre Zosterops

Passereau de petite taille vert à cercles oculaires blancs (11 cm)

Souvent observé en petites bandes, voire en bandes nombreuses pouvant compter plusieurs dizaines d’individus par vagues dans la canopée des forêts. En milieu ouvert, il prospecte dans tous les étages de la végétation.

Présent dans tous les milieux, une des espèces les plus communes en Nouvelle-Calédonie. Présent dans 100 % des massifs de forêts sèches.

#### Acanthizidae
- Gérygone mélanésienne ou fauvette à ventre jaune ou Wapipi (Gerygone flavolateralis lifuensis)

Sous-espèce endémique du genre Gerygone

Passereau de très petite taille (10 cm) 

Oiseau très batailleur et très territorial se déplaçant en couple. Souvent observé se poursuivant au-dessus des frondaisons. Chasse aussi les insectes en vol, le claquement du bec est facilement entendu.

Un des oiseaux les plus communs, affectionne les milieux ouverts comme les milieux forestiers toutefois plus abondant en lisières. Présent dans 100 % des massifs de forêts sèches.

#### Pachycephalidae
- Siffleur itchong ou sourd à ventre roux (Pachycephala rufiventris )

Sous-espèce endémique

Passereau de petite taille (15–16 cm)

Oiseau de milieux ouverts, facilement observable car il est commun, prospecte activement les fourrés à la recherche de sa nourriture et émet de nombreuses vocalises.

Fréquente les forêts sclérophylles dans leurs parties les moins denses. Présent dans 100 % des massifs de forêts sèches.
- Siffleur calédonien ou sourd (Pachycephala caledonica)

Espèce endémique du genre Pachycephala

Passereau de petite taille (15 cm)

Espèce strictement forestière généralement en couple.

Oiseau assez commun, fréquente les forêts humides, les maquis para forestiers et les forêts sclérophylles où il est toutefois peu commun. C’est une espèce de milieux forestiers bien conservés et une des espèces indicatrices des belles forêts sclérophylles. Présent dans 52 % des massifs de forêts sèches.

#### Corvidae(Sibbley)
- Rhipidure à collier ou petit lève queue (Rhipidura fuliginosa)

Sous-espèce endémique du genre Rhipidure

Passereau de petite taille pourvu d’une longue queue (15–16 cm)

Continuellement en mouvement, nerveux.

Espèce largement répandue et commune. Fréquent dans les milieux hétérogènes, naturels et anthropisés, plus rare en milieu forestier fermé. Présent dans 100 % des massifs de forêts sèches.
- Corbeau calédonien (Corvus moneduloides)

Espèce endémique du genre Corvus

Oiseau de taille moyenne-grande intégralement noir.

Vit souvent en groupe de deux à une douzaine d’individus. Le Corbeau Calédonien est réputé pour son intelligence: il est connu pour être le seul animal à fabriquer ses outils en dehors de la loutre et de certains primates. À l’aide de fines brindilles ou de minces fibres d’une quinzaine de centimètres, qu’il prélève sur le bord des feuilles de Pandanus et qu’il tient dans son bec comme un harpon, il extrait les insectes des trous et anfractuosités des arbres. Le degré d’intelligence de l’espèce a donné lieu à de nombreuses recherches scientifiques. 
 
Le corbeau est un oiseau assez commun, familier des lieux boisés : forêts sèches, forêts humides, forêts galeries.

#### Petroicidae
- Miro à ventre jaune, rossignol à ventre jaune (Eopsaltria flaviventris)

Espèce endémique du genre Eopsaltria

Passereau de petite taille au ventre jaune. Oiseau peu farouche, évolue dans la partie moyenne et basse de la frondaison, se déplace également au sol à la recherche de nourriture.

Cette espèce affectionne les massifs forestiers, para forestiers, forêts humides, forêts galeries et les formations secondarisées à Gaïac. Sa répartition est limitée aux forêts sclérophylles situées au nord de Moindou ainsi que son absence des autres massifs septentrionaux reste inexpliquée. C’est une des espèces indicatrices de la forêt sclérophylle bien conservée.

#### Meliphagidae
- Myzomèle calédonien ou sucrier écarlate ou colibri (Myzomela caledonica)

Espèce endémique du genre Myzomela

Passereau nectarivore de très petite taille (11–12 cm)

Oiseau actif et vif, fréquente la canopée des forêts et les zones buissonnantes à la recherche d’inflorescences dont il puise le nectar.

Espèce commune de maquis et des zones boisées. Semble sujette à des migrations saisonnières dans les massifs de la forêt sèche sans doute liées au rythme des floraisons.

### Lézards
On a recensé en Nouvelle-Calédonie 42 espèces de geckos dont 36 espèces endémiques et 65 espèces de scinques dont 63 sont endémiques. Ils sont tous inoffensifs.
Cependant, la Nouvelle-Calédonie détient aujourd'hui avec Madagascar le record mondial du nombre de lézards menacés. En effet, 19 geckos et 46% des scinques y seraient en danger ou en danger critique d'extinction selon les critères de l'UICN tels que le scinque géant des litières (Caledoniscincus festivus), le scinque nain de Pindai (Nannoscincus hanchisteus), le scinque de litière de Koumac (Caledoniscincus auratus), le gecko robuste des forêts (Bavayia robusta), le gecko de la forêt sclérophylle (Bavayia exsuccida) ou encore le caméléon de vieillard (Eurydactylodes vieillardi). On rencontre également le Rhacodactylus leachianus qui est un grand gecko endémique qui peut dépasser 40 cm de long.

### Gastéropodes
La population des escargots en Nouvelle-Calédonie se répartit entre environ 19 espèces. Cependant certaines ont disparu concurrencées par l'introduction d'Achatina fulica dont la prolifération peut être catastrophique pour les autres gastéropodes.
Les escargots présents en Nouvelle-Calédonie sont tous endémiques, et sont plus communément appelés les bulimes. Le genre d’escargots présent en Nouvelle-Calédonie se nomme Placostylus. Il fait partie du groupe des escargots géants terrestres. Leur répartition est très restreinte, en effet ils ne se retrouvent que dans le Pacifique, notamment dans les îles du plateau Mélanésien : Fidji, Vanuatu, Îles Salomon, l’extrême nord de la Nouvelle-Zélande et en Nouvelle-Calédonie où ils habitent uniquement dans les forêts littorales sèches au sud et à l'ouest de la Grande-Terre, et à l'Île des Pins.
Les Placostylus sont inféodés à la litière de feuilles et sont très vulnérables aux dégradations et à la perte de leur habitat. Cependant la dégradation de la forêt sèche (feu, cerfs, bétail, cochons sauvages, rats, sécheresse…) en les privant de leur habitat entraîne leur disparition de certaines zones. De nombreux sites présentent d'importantes quantités de coquilles vides au sol qui renseignent sur les populations décimées. A ces diverses causes de raréfaction s'ajoute le fait qu’ils soient comestibles, qu'ils aient été largement ramassés pour la consommation humaine et qu'ils le soient encore aujourd’hui en quantité toutefois moindre.

### Insectes
Plus de 5400 espèces d'insectes ont été recensés en Nouvelle-Calédonie dont 60% d'espèces endémiques et 30% d'espèces autochtones.

#### Lépidoptères
Il existe 250 espèces connues de lépidoptères endémiques, 250 autochtones et 100 introduites en Nouvelle-Calédonie, dont seulement entre 19 et 30 espèces présentes dans les forêts sèches. Pour ses caractéristiques esthétiques, signalons ce superbe papillon endémique : le montrouzier (Papilio montrouzieri).
Une mouche endémique (Winthemia caledoniae) parasite les grosses chenilles en pondant ses œufs directement sur la tête des chenilles. Cela permet la régulation naturelle des lépidoptères du territoire.
Coléoptères
Plus de 2000 espèces de coléoptères seraient présentes en Nouvelle-Calédonie dont environ 60% d'espèces endémiques, 30% d'espèces autochtones et 10% d'espèces introduites.
Parmi les coléoptères présents en forêt sèche néo-calédonienne,il est possible de rencontrer la Longicorne du badamier de Poya (Neclamia tigrina) ou encore le chrysomèle du badamier de Poya (Dematochroma terminaliae).

#### Hemiptères
Il s'agirait d'environ 4502 espèces en Nouvelle-Calédonie dont environ 60% d'espèces endémiques, 30% d'espèces autochtones et 10% d'espèces introduites.
Différentes espèces de cigales peuvent par exemple se rencontrer au sein de la forêt sèche dont par exemple la Germalna germaini ou encore l'Ueana lifuana.

#### Hyménoptères(abeilles, fourmis)
Il y aurait environ 500 espèces d'hyménoptères en Nouvelle-Calédonie dont 60% d'endémiques et 30% d'autochtones.
Entre autres les fourmis qui sont représentées par plusieurs espèces certaines étant endémiques et d’autres arrivées notamment avec les australiens. Parmi les espèces endémiques, la forêt sèche abrite par exemple l'étrange fourmi araignée (Leptomryrmex pallens).

#### Odonates(libellules, demoiselles)
La Calédonie compte 56 espèces d'odonates toutes sont endémiques (23 espèces) ou autochtones (33 espèces).
La forêt sèche abrite entre autres la demoiselle Lestes concinnus, le Gynacantha rosenbergi ou encore l'Orthetrum caledonicum.

#### Orthoptères(grillons, sauterelles et criquets)
Environ 200 espèces de grillons, sauterelles et criquets ont été recensés sur le territoire néo-calédonien dont 90% de ces espèces sont endémiques, 8% autochtones et 2% introduites.

#### Arachnides
La Nouvelle-Calédonie compte environ 330 espèces d’araignées dont 200 sont endémiques et 100 autochtones du territoire.
La forêt sèche est l'habitat de l'étrange araignée crabe ou gastéracanthe à pointe rouge (Gasteracantha rubrospinis). Plus visible, la néphile à toile d'or (Triconéphila plumipes) se rencontre couramment dans les forêts où elle tisse des toiles capables de capturer certains petits passereaux. Ses fils étaient même autrefois utilisés dans l'artisanat kanak.